# Stridshammer
En stridshammer er et håndvåben, der har været i brug indtil middelalderens slutning. Våbnet er udformet som en hammer, dog med nakken af hammerhovedet spidset til, således at al slagets kraft kan koncentreres i et punkt.
Det moderne håndværktøj kaldet en lægtehammer giver en god ide om en stridshammers udformning.
Stridshammeren er eminent til at gennembryde brynjer og pladerustninger og var i middelalderen forbudt i visse lande, idet det ansås for værende for farligt at møde en modstander bevæbnet på denne måde.
Stridshammeren har ofte et forholdsvis langt skaft.
Stridshammeren har en pendant i den nordiske mytologi, hvor Thor svinger hammeren Mjølner.